# Poema de Pentaur

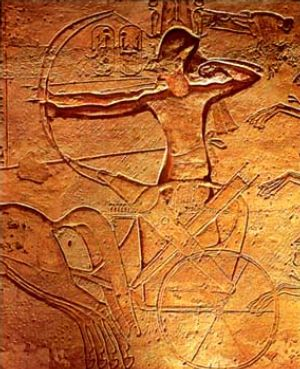
Ramsès II a la batalla de Cadeix. Baix relleu en el temple d'Abu Simbel.

El Poema de Pentaur o de Pentawer és un cèlebre escrit èpic realitzat per l'escriba Pentaur per encàrrec de Ramsès II, on es narra la batalla de Cadeix, en què es van enfrontar els exèrcits de Ramsès i del rei hitita Muwatallis II.
El poema, escrit anys després de la batalla, adorna la derrota de l'estament militar i el triomf de Ramsès II. Injuria el primer per covardia i elogia el segon per la seva gran valentia. Relleus i inscripcions recordarien per sempre la gesta, i presentarien el faraó com l'heroi que es va enfrontar sol a nombrosos enemics i va salvar una situació desesperada: Ramsès II va ordenar que el butlletí de guerra fos divulgat en els principals temples, de manera que es troba gravat en els baixos relleus que adornen les parets dels temples d'Abidos, del Ramesseum, de Karnak i d'Abu Simbel, i en els pilons de Luxor. El text del butlletí, sobri i concís, està acompanyat per aquest altre més descriptiu, de caràcter decididament literari, i que ens ha arribat gravat en l'ala dreta de la Gran Sala Hipòstila de Karnak i també escrit en papir (Papir Sallier III). És la primera mostra de propaganda política coneguda.
Els fets van esdevenir durant el cinquè any del seu regnat: El rei, al capdavant de les seves tropes, avançava cap a la ciutat d'Atech o Kuotchu, l'antiga Emes, al nord-est de Trípoli, a Síria. Enganyat per falsos pròfugs (beduïns que Muwatalli feia servir com a espies), va caure en una emboscada i va ser envoltat per l'exèrcit enemic. Ramsès va quedar sol amb la seva guàrdia personal, composta per seixanta-cinc carros, davant d'una multitud d'enemics que comptaven amb més de dos mil carros de guerra.
| « | "alçant-se en tota la seva alçada, el rei vesteix la fera armadura de combat i amb el seu carro, tirat per dos cavalls, es llança a la part més dura de la contesa. Estava sol, molt sol, sense ningú al seu costat!. .. Els seus soldats i el seu seguici li miraven de lluny, mentre atacava i es defensava heroicament. ¡El voltaven 2500 carros, cadascun amb tres guerrers, i tots ells s'afanyaven a barrar-li el pas! ¡Sol i intrèpid, no l'acompanyaven ni prínceps, ni generals, ni soldats! ... " | » |

Eleva una oració al déu de Tebes, Ammon, en qui posa tota la seva confiança:
| « | "Jo t'invoco, oh, pare meu, Ammon! Heus-me aquí al mig de pobles nombrosos i desconeguts per a mi, totes les nacions s'han reunit contra mi i estic sol. | » |

L'exèrcit egipci, que s'havia retirat, torna a llançar-se, seguint l'exemple del faraó:
| « | "Caminaven per un terreny cobert de cadàvers, tot vermell de sang ... No hi ha lloc per als peus, tants són els morts!". | » |

Després del combat, els generals lloen al faraó i el feliciten per la seva victòria:
| « | "Oh Ramsès, cor indestructible, has fet més tu sol que l'exèrcit sencer! ¡Davant l'espasa victoriosa s'ha enfonsat al país dels Khetis! Ningú se t'assembla quan lluites pel teu poble el dia de la batalla! ... " | » |

I així acaba el poeta el seu relat:
| « | "És que l'home no es cobreix de glòria en la seva pàtria quan ha mostrat valor al costat del seu senyor i té renom de guerrer? En veritat, en veritat, l'home és aclamat pel seu valor." | » |

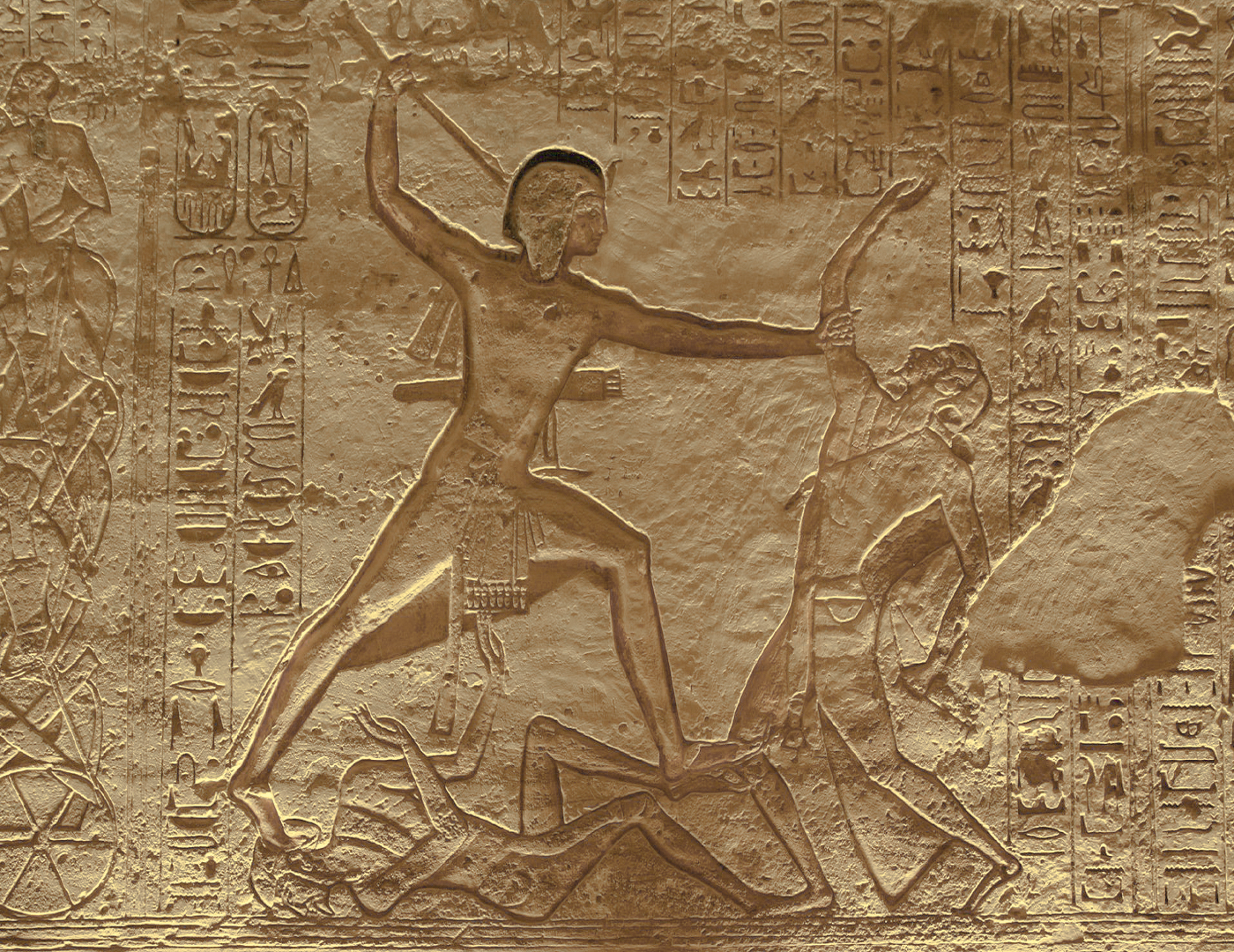
Ramsès II derrotant els seus enemics. Temple d'Abu Simbel.

Ramsès II, que necessitava afermar el seu paper històric, va magnificar la seva actuació en una batalla que no va guanyar, per mitjà d'aquestes pàgines èpiques. La propaganda amaga disposicions polítiques que es van anar materialitzant en els anys següents, en col·locar el rei als seus fills majors al capdavant de les estructures castrenses. Òbviament, les seves jugades polítiques davant l'estament militar implicaven cert risc, però ell va saber administrar-ho amb gran habilitat, a partir de dos factors favorables als seus interessos:
- Una alta oficialitat d'origen estranger. Van ser promoguts oficials asiàtics que es van mantenir lleials a Ramsès II, a canvi d'obtenir importants rangs.

- Unes tropes d'elit en què els forans tenien un destacat paper, soldats que eren lleials només a la persona del faraó i no a l'estat egipci.